# Øistein Thurman
Øistein Thurman (till 1972 Thurmann-Nielsen), född 1922 i Halle, död 1988, var en norsk målare.
Thurman studerade vid Statens Kunstakademi för Aage Storstein och Jean Heiberg 1945–1948. Från 1959 bodde han i Italien (i Rom och Taormina). Han var en ivrig förespråkare för det modernistiska, abstrakta måleriet, vilket han också själv representerade. Han var gift med målaren Gunnvor Advocaat.
Thurman är representerad med flera verk vid Museet för samtidskunst i Oslo. Tillsammans med Per Gottschalk utgav han boken Sicilia. Middelhavets perle (1983).